# Neubok Naleung
Neubok Naleung is een bestuurslaag in het regentschap Bireuen van de provincie Atjeh, Indonesië. Neubok Naleung telt 481 inwoners (volkstelling 2010).